# Delta dell'Indo

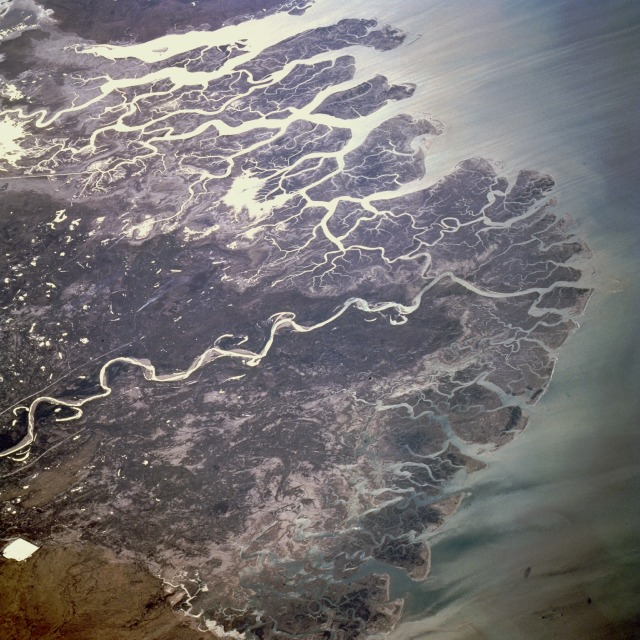
Il delta visto dal satellite.

Il delta dell'Indo (sindhi: سنڌو ٽِڪور) è un delta fluviale che si forma quando l'Indo sfocia nel mar Arabico, in Pakistan. Il delta occupa una superficie di circa 41.440 km² - con una parte attiva di 6000 km² - e misura circa 210 km di ampiezza nel punto in cui si incontra con il mare. La regione ha un clima arido e in un'annata normale riceve solamente 250–500 mm di pioggia. Il delta ospita i più estesi boschi di mangrovie aridi del mondo, così come molti uccelli, pesci e il delfino dell'Indo.
A partire dagli anni '40, il delta riceve meno acqua in seguito ai progetti di irrigazione su vasta scala che intercettano grandi quantità di acqua dell'Indo prima che questo raggiunga il delta. Il risultato ha avuto effetti catastrofici per l'ambiente e la popolazione locale. Di conseguenza, le inondazioni in Pakistan del 2010 furono considerate una «buona notizia» per l'ecosistema e la popolazione del delta del fiume, poiché apportarono al delta la tanto necessaria acqua dolce.
La popolazione della parte attiva del delta venne stimata nel 2003 in 900.000 unità. La maggioranza della popolazione dipende dall'agricoltura e dalla pesca. Le mangrovie forniscono legna, usata come combustibile. Molti antichi insediamenti nel delta sono stati abbandonati a causa della mancanza di acqua nell'Indo e delle inondazioni del mar Arabico.

## Storia
Secondo alcuni studiosi, la flotta macedone di Alessandro Magno rimase ancorata per un certo periodo di tempo nel delta dell'Indo. Essa rimase danneggiata da uno tsunami generato da un terremoto di fronte alla costa del Makran nel 325 a.C..
Secondo il Tarikh-i-Hind (noto anche come Chach Nama) a partire dal VI secolo almeno esisteva un porto chiamato Debal in quella che è la parte occidentale del delta dell'Indo. Debal sembra essere stata la base dei pirati della tribù di Nagamara. Questi pirati attaccavano gli omayyadi, e il rifiuto del principe regnante, Raja Dahir, di risolvere il problema fece precipitare la conquista musulmana della regione intorno al 710 (ad opera di Muhammad bin Qasim). Debal rimase un porto fiorente e la sua ultima menzione di cui abbiamo conoscenza risale al 1223. Quando Ibn Battuta giunse al delta dell'Indo, Debal era stata preventivamente abbandonata per garantire l'accesso al mare a causa dell'avanzata dei banchi di sabbia.
Il Sindh rimase soggetto al califfato abbaside fino all'874 e alla dominazione araba fino alla presa del potere, intorno al 1058, da parte della dinastia musulmana dei sumra; quest'ultima, verso la metà del XIV secolo, fu sostituita dalla dinastia dei samma.
Verso il 1520, in seguito alla disfatta dei samma, il Sindh passò sotto il dominio prima degli arghun e poi dei turkhan, fino a che, nel 1592, l'imperatore moghul Akhbar, egli stesso originario di Umarkot, un villaggio del Sindh, sconfisse definitivamente i turkhan. Il dominio dei moghul sul Sindh meridionale era destinato a durare fino all'inizio del XVIII secolo.
Nel frattempo, a partire dalla fine del XVI secolo, la zona settentrionale del era governata dagli indigeni kalhora, i quali avevano riempito il vuoto di potere lasciato dal saccheggio di Delhi da parte di Nadir Shah e dalla metà del XVIII secolo avevano esteso il loro dominio sull'intero territorio del Sindh. Infine, nel 1789 i talpur del Belucistan assunsero il potere nel Sindh, detenendolo fino alla sua conquista da parte delle truppe britanniche. Nel 1947, il delta dell'Indo, assieme al resto del Sindh, andò a far parte del Pakistan.
Dal 1957, il Dipartimento della Vita Selvatica e delle Foreste del Sindh (Sindh Forest and Wildlife Department) è incaricato della protezione e della gestione di 280.580 ettari (il 45%) della superficie boscosa delle mangrovie del delta dell'Indo. Nel 1973, 64.405 ettari (l'11%) andarono sotto il controllo di Port Qasim. La Sindh Board of Revenue continua a gestire 272.485 ettari (il 44%) della zona. Quest'ultima zona è considerata «senza protezione».

## Geografia
La lunghezza stimata della linea di costa del delta con il mar Arabico (lunghezza massima in direzione della costa) è, in base alle fonti, di circa 210 km, 220 km e 240 km. Dal momento che il fiume Indo ha cambiato più volte direzione nel corso della storia, esistono una regione attiva e una totale (tutte le aree che una volta facevano parte del delta). La superficie totale viene stimata, sempre a seconda delle fonti, in 29.524 km², 30.000 km² e 41.440 km². L'area attiva viene stimata in 4762 km² e in 6000 km². L'ampiezza totale del delta lungo l'asse dell'Indo viene stimata in 240 km, mentre il delta attuale si estende dal mar Arabico fino a valle di Thatta (circa 100 km). In questo momento vi sono 17 rami principali e numerosi rami di minore importanza.
Il delta riceve quasi tutta la sua acqua dall'Indo, che ha una portata annuale di circa 180 miliardi di m³, ai quali si sommano 400 milioni di tonnellate di limo. A partire dagli anni '40, sono state costruiti molti sbarramenti, dighe e opere di irrigazione lungo l'Indo. (Infatti, la Banca Mondiale ha definito questi progetti come «i maggiori del mondo» e il sistema di irrigazione del bacino dell'Indo come il «maggior sistema di irrigazione continua sviluppato durante gli ultimi 140 anni» in qualsiasi parte del mondo) Ciò è servito a ridurre il flusso di acqua e nel 1994 esso era sceso a 43 miliardi di m³, con una quantità annua di limo trasportato stimata in 100 milioni di tonnellate. A partire dal 1994, il flusso di acqua è diminuito ulteriormente, in quanto il Punjab ha richiesto quantità di acqua sempre maggiori.
Il clima del delta è arido e in un anno normale vi cadono solamente 250–500 mm di pioggia. Le temperature medie nella regione del delta sono comprese tra i 21-30 °C, in luglio, e i 10-21 °C in gennaio. Durante l'estate, sul delta soffiano intensi venti monsonici di sud-ovest, e alcuni suoi settori vengono ricoperti dalle acque del mare. Quando queste acque si ritirano, depositano sale sul suolo del delta. Durante l'inverno i venti sul delta soffiano da nord-est.
I venti monsonici dell'estate contribuiscono inoltre a elevare i livelli di energia delle onde. Infatti, il delta subisce la maggiore azione da parte delle onde di qualsiasi delta fluviale del mondo. (La quantità di energia del moto ondoso che riceve il delta dell'Indo in un solo giorno è maggiore di quella ricevuta dal delta del Mississippi in un anno.) Nel corso della storia, il delta è sopravvissuto a questa azione delle onde grazie alla grande quantità di acqua dolce trasportata che contrastava l'erosione dell'impatto delle onde. Questa gran quantità di energia del moto ondoso, assieme alla minore quantità di limo trasportato dall'Indo (come detto prima), ha fdato luogo alla formazione di spiagge sabbiose.
L'Indo cominciò a formarsi circa 50 milioni di anni fa e 25 milioni di anni fa ebbe inizio la formazione della piana dell'Indo.

## Biodiversità

### Flora
I boschi di mangrovie sono una delle comunità ecologiche più abbondanti del delta, ma la loro estensione è diminuita nel corso degli anni. Secondo Haq et al., fino agli anni '80 ricoprivano una superficie di 600.000 ettari e potevano incontrarsi lungo tutti i 240 km di linea di costa, e nel 40% della zona intertidale e nel 10% del ventaglio del delta. Memon, invece, afferma che l'area occupata dalle mangrovie era di 263.000 ettari nel 1977 e di 158.500 ettari nel 1990. Entrambi, tuttavia, concordano nell'affermare che l'area ospitava il sesto bosco di mangrovie più grande del mondo. In passato vi crescevano otto specie di mangrovie, attualmente scese a quattro: Aegiceras corniculatum, Avicennia marina, Ceriops tagal e Rhizophora mucronata. Tra queste Aegiceras corniculatum costituisce il 99% della popolazione di mangrovie. Dal 2007, le mangrovie del delta dell'Indo sono il maggiore bosco di mangrovie di clima desertico del mondo.
Nel delta cresce anche l'Arthrocnemum macrostachyum.

### Fauna
Il delta dell'Indo è una regione importante per la migrazione degli uccelli acquatici, ed è una zona ricca di fauna d'acqua dolce. Il delfino dell'Indo - una specie in pericolo di estinzione che abita nel delta - non ha gran bisogno della vista ed è effettivamente cieco, poiché la luce non riesce a penetrare nelle acque torbide dell'Indo (ricche di sedimenti).
Nel delta si incontrano numerose specie endemiche di pesci: il Barilius modestus, il Clupisoma naziri e Rita rita. Il delta è abitato da varie specie di testa di serpente, compreso il testa di serpente gigante (Channa marulius), che può raggiungere i 2 m di lunghezza e si nutre di pesci locali, rane, serpenti, insetti e lombrichi di terra nonché di uccelli acquatici. Il Tenualosa hilsa, che può nuotare fino a 71 km al giorno, migra stagionalmente dal mar Arabico per andare a deporre le uova nelle regioni di acqua dolce del delta. Nel delta si incontra anche il Tor putitora.

### Minacce

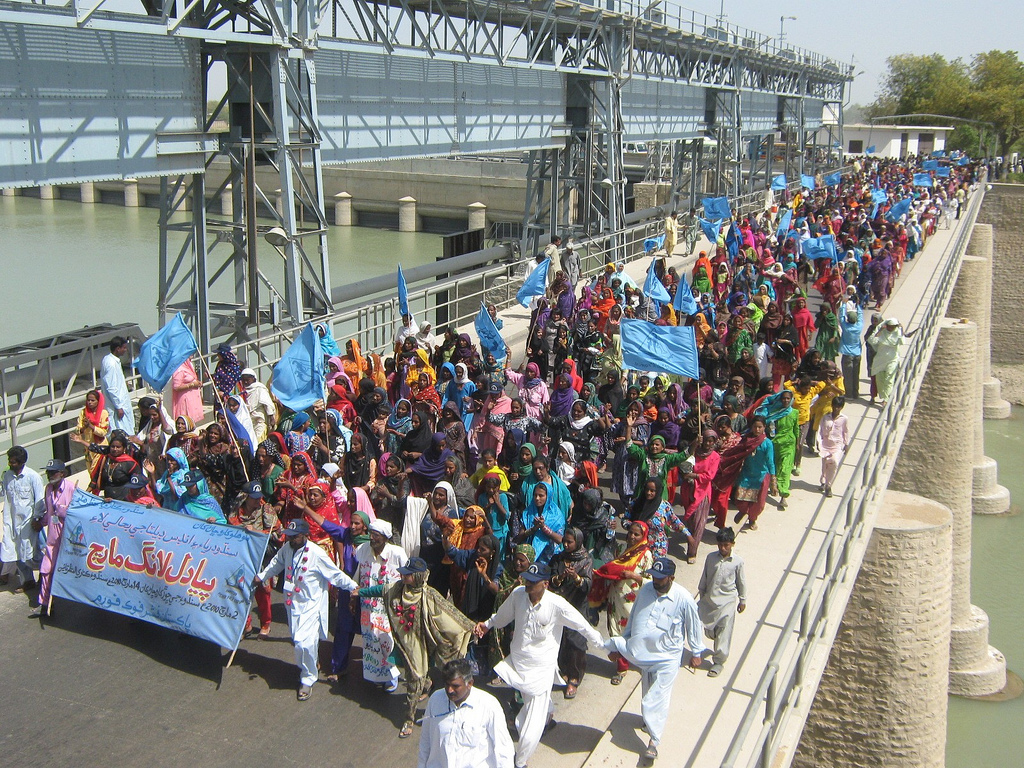
Pakistani in marcia per chiedere la riabilitazione del delta dell'Indo (2-14 marzo 2010).

Il flusso naturale delle acque e dei sedimenti fertili dall'Indo nel delta è stato ostacolato dalla costruzione di dighe lungo il fiume. La riduzione di acqua dolce a causa delle dighe ha anche fatto aumentare la sua salinità, rendendo le acque del delta non adatte alle specie di acqua dolce. Nel caso del delfino dell'Indo, la costruzione di dighe ha isolato la popolazione di delfini del delta dai delfini che vivono più a monte. Le inondazioni in Pakistan del 2010 furono considerate come una «buona notizia» per l'ecosistema del delta del fiume, poiché apportarono nella zona la tanto necessaria acqua dolce. Il governo del Sindh ha annunciato di aver piantato 8000 ettari di boschi di mangrovie, aggiungendo di essere in grado di fare di più (tuttavia, il delta ha perso 170.000 ettari di mangrovie negli ultimi 50 anni). Il delta deve affrontare sia l'inquinamento del mare che quello dell'Indo. Lo scarico di sostanze chimiche nel fiume minaccia molte specie. La maggior parte di queste sostanze sono pesticidi e fertilizzanti usati in agricoltura. Il delta deve far fronte anche all'inquinamento del mar Arabico. Karachi, la maggiore città del Pakistan, scarica le proprie acque reflue e i rifiuti industriali direttamente nel mar Arabico. Sia il porto di Karachi che Port Qasim sono importanti terminal marittimi, e ciò comporta anche sversamenti di petrolio che possono minacciare il delta. Tutta questa contaminazione peggiora la qualità dell'acqua del fiume e provoca eutrofizzazione e riduzione dell'habitat.
Alla luce di queste minacce, il delta dell'Indo è stato dichiarato sito Ramsar il 5 novembre del 2002. Il WWF sta lavorando e investigando metodi di conservazione per risolvere il problema della scarsità di acqua dolce nel delta dell'Indo.